# Antonio La Bruna
Antonio La Bruna (Livorno, 28 dicembre 1959) è un ex lottatore italiano.

## Biografia
Nato nel 1959 a Livorno, gareggiava nella lotta libera, prima nei pesi gallo (57 kg), poi nei pesi piuma (62 kg).
Nel 1979 ha conquistato la medaglia d'argento ai Giochi del Mediterraneo di Spalato, nella lotta libera 57 kg, battuto dallo jugoslavo Risto Darlev.
A 20 anni ha partecipato ai Giochi olimpici di Mosca 1980, nei 57 kg, battendo per passività il siriano Mahmoud El-Messouti nel 1º turno, ma perdendo poi nel 2º e 3º, rispettivamente per caduta contro il sovietico Sergej Beloglazov e ai punti con il bulgaro Ivan Cočev.
Nel 1983 ha vinto un altro argento ai Giochi del Mediterraneo, a Casablanca, nella lotta libera 62 kg, sconfitto dal turco Halit Akgün.
L'anno successivo, a 24 anni, ha preso parte di nuovo alle Olimpiadi, quelle di Los Angeles 1984, stavolta nei 62 kg, vincendo i primi tre turni, per superiorità tecnica contro il boliviano Leonardo Camacho e l'argentino Daniel Navarrete e ai punti con il francese Gérard Sartoro, prima di perdere il 4º turno per superiorità tecnica contro lo statunitense Randall Lewis, poi oro, e il turno finale ai punti con l'australiano Cris Brown, e poi venire sconfitto anche nella finale per il 5º posto dal tedesco occidentale Martin Herbster, chiudendo così al 6º posto finale.
In carriera ha preso parte anche ai Mondiali di Edmonton 1982, arrivando 10º, e a sei Europei (miglior piazzamento i quarti posti di Łódź 1981 e Varna 1982). 

## Palmarès

### Giochi del Mediterraneo
- due medaglie:
  - due argenti (Lotta libera 57 kg a Spalato 1979, lotta libera 62 kg a Casablanca 1983)